# Ralphs Bay
Ralphs Bay är en vik i Australien. Den ligger i delstaten Tasmanien, i den sydöstra delen av landet, omkring 14 kilometer sydost om delstatshuvudstaden Hobart.
Genomsnittlig årsnederbörd är 920 millimeter. Den regnigaste månaden är juli, med i genomsnitt 114 mm nederbörd, och den torraste är februari, med 49 mm nederbörd.